# Municipio Sucre (Zulia)
El Municipio Sucre es uno de los 21 municipios que conforman al Estado Zulia, Venezuela, en el sur del Lago de Maracaibo. Su capital es Bobures. Recibe su nombre en honor al prócer venezolano Antonio José de Sucre (1795-1830), el Gran Mariscal de Ayacucho. cuenta con una población de 60 495 para el 2023.

## Historia
En la época precolombina esta región estaba poblada por tribus indígenas de diferentes orígenes, entre ellos arawacos y caribes,[cita requerida] que presentaban una economía de recolectores, cazadores y pescadores, predominando esta última actividad. 
En 1499, con el descubrimiento del Lago de Maracaibo, se inicia un período eminentemente agrícola que contribuyó significativamente a la desaparición de los grupos indígenas y a la sustitución de sus formas de vida por una economía de mercado orientada hacia el exterior. Este proceso impulsó el desarrollo de los intercambios comerciales y las comunicaciones, la formación de asentamientos urbanos, la ocupación del territorio mediante la migración española, así como la introducción de población africana y el mestizaje.
El hecho histórico que marca el inicio de la reducción de la población indígena y el proceso de colonización fue la fundación de los primeros poblados: San Pedro y Gibraltar, en el año 1516.
En el siglo XVI la incorporación del actual municipio Sucre a la historia es bastante tardía puesto que Gibraltar fue refundada en 1592 por Gonzalo de Piña Ludueña debido a que anteriormente había sido destruida por ataques piratas y por motines indígenas y se impedía la concretación de la primera fundación;[cita requerida] para esta fecha ya existían encomiendas en esta zona; también existían grupos de indígenas que trabajaban sus propias tierras.
Hay que resaltar que Gibraltar ya existía como puerto con el nombre de Carvajal.[cita requerida] El progreso de Gibraltar comienza en el siglo XVII, con la presencia de los padres jesuitas, ya que desarrollaron el cultivo del cacao, alcanzando gran auge y dando origen al comercio con México y Europa. Prosperó gracias a la agricultura y a la exportación de mercancía proveniente de los Andes Venezolanos y de Colombia, atrayendo la codicia de los piratas como el Olonés quien en 1667 arrasó esas tierras luego de saquear Maracaibo mientras que Sir Henry Morgan y Michel de Grandmont harían lo propio en 1669 y 1678.[cita requerida] El cacao en el siglo XVIII tiene gran apoyo de la Compañía Guipuzcoana en lo que se refiere al comercio, lo que origina la necesidad de mano de obra barata, haciendo su aparición los esclavos africanos en la zona de Gibraltar y Buena Vista.
El municipio Sucre es fundado en 1989 durante la reforma de la división política de Venezuela, siendo su territorio el del anterior Distrito Sucre.

## Geografía
El municipio Sucre se encuentra en el extremo sur del Lago de Maracaibo, con una superficie de 874 km², está dividido en dos partes, cuyos límites son: al oeste con el Municipio Francisco Javier Pulgar, al este y al sur con el Estado Mérida y al norte con el Lago de Maracaibo. La sección este es el pequeño enclave del Estado Zulia entre los estados Trujillo y Mérida, y es donde se encuentra la capital, tiene límites al oeste y al sur con el estado Mérida, al este con el estado Trujillo y al norte con el lago de Maracaibo. 
Esta división es consecuencia de las salidas al Lago de Maracaibo que se le concedieron a los estados Mérida (Nueva Bolivia) y Trujillo (La Ceiba).[cita requerida] Actualmente el estado Mérida reclama la totalidad del municipio Sucre con motivo de las obras que ha realizado en la población de Los Naranjos.[cita requerida] El relieve del municipio Sucre es plano, con un clima húmedo.
Las menores altitudes de ubican en la parroquia Bobures (2 m s. n. m.), mientras que las mayores en la parroquia Rómulo Gallegos (111 m s. n. m.)

### Parroquias
| Parroquia                         | Superficie | Población (2023) | Densidad        |
| --------------------------------- | ---------- | ---------------- | --------------- |
| Rómulo Gallegos                   |            | 25.700 hab.      |                 |
| Bobures                           |            | 8.012 hab.       |                 |
| Monseñor Arturo Celestino Álvarez |            | 5.876 hab.       |                 |
| El Batey                          |            | 8.744 hab.       |                 |
| Heras                             |            | 6.624 hab.       |                 |
| Gibraltar                         |            | 5.539 hab.       |                 |
| Municipio Sucre                   | 874 km²    | 60.495 hab.      | 112,69 hab./km² |

### Centros poblados
- Bobures (capital)
- Gibraltar
- Caja Seca (ciudad más poblada)
- El Batey
- La Dificultad
- Boscán
- Villa Dolores
- Santa María
- Playa Grande
- San Antonio
- San Francisco del Pino
- La Sabana
- María Dolores II
- Maria Dolores I (San Isidro)
- La Chiquinquirá (La Chinca)
- Miguelón
- San Luis
- San José
- También existe uno llamado María Rosario, en el cual se le rinden tributo a San Benito de Palermo, a San Isidro Labrador y Nuestra Señora del Rosario, pertenece a la parroquia Gibraltar.[cita requerida]

En el área que reclama Zulia a Mérida se encuentran:
- Arapuey
- Tucaní
- Quebradón
- San Pedro

## Economía
Está fundamentada en la explotación de la caña de azúcar, lo que ha llevado a este municipio a depender casi exclusivamente del Central Venezuela, principal productor de azúcar del estado Zulia. También se desarrolla en gran medida la actividad pecuaria, dándose en las parroquias Heras y Mons. Arturo Celestino Álvarez y en menor proporción en Rómulo Gallegos, Bobures y Gibraltar.[cita requerida] En el sector agrícola encontramos pequeñas fincas forestales que generan productos de consumo local.
Se puede decir que la labor del Complejo Agroindustrial Azucarero de Venezuela, que está ubicado en la Parroquia El Batey de y de Industrias Lácteas Torondoy INLATOCA en la parroquia Rómulo Gallegos, generan la principal fuente de empleo e ingreso de los moradores de la zona que allí laboran,[cita requerida] enalteciendo la importancia de la zona ya que sus productos surten a nivel nacional los anaqueles de los productos derivados de la caña de azúcar y la leche de vaca.[cita requerida]
También se dedica a la pesca, además de ser un puerto de exportación y producción de rubros agrícolas, principalmente del plátano.
El turismo es otra importante actividad en la zona,[cita requerida] tanto por sus playas como por sus fiestas patronales en honor a San Benito de Palermo y San Pedro. Estas actividades se dan en mayor cantidad en las poblaciones de: Bobures (capital) y Gibraltar.
Por otra parte, Caja Seca (única ciudad) es el mayor centro económico (comercial, industrial, de servicios públicos, privados y financieros)  del municipio (a pesar de no poseer ayuntamiento) y el tercero en el sur del lago, representando el lugar con mayor actividad económica con una población 30 veces superior a la capital del municipio e ingresos per cápita superiores de por sí, aunque poblaciones como Bobures, Playa Grande y El Batey tengan pequeños rubros comerciales, los de Caja Seca son superiores por mucho.

## Cultura
Destaca el culto a San Benito de Palermo, santo negro del santoral católico, el cual es celebrado con tambores (chimbángeles), ofrendas frutales y procesiones. Todas las poblaciones del municipio tienen su San Benito, costumbre muy arraigada en la población siendo la mayoría descendientes de africanos.[cita requerida]
Destaca la labor cultural de Juan de Dios Martínez,[cita requerida] quien con sus investigaciones y sus actividades como promotor cultural rescató el significado y la dignidad de las fiestas de San Benito, llevando sus investigaciones hasta Palermo (Sicilia) y hasta África (Nigeria, Namibia, Angola), para conocer los orígenes de la cultura de su pueblo.
En homenaje a San Benito y al pueblo de Sucre el grupo gaitero Barrio Obrero de Cabimas compuso la canción "Bobures" y el grupo gaitero Gran Coquivacoa de Cabimas compuso la canción San Benito.[cita requerida]

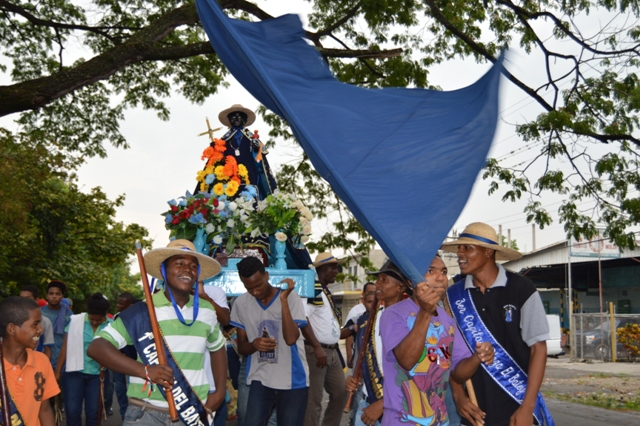
Fiestas de San Benito de Palermo

Existe un estilo propio de gaita zuliana en este municipio conocido como Gaita de Tambora.[cita requerida]

## Personajes
Juan de Dios Martínez. Investigador y promotor cultural de las tradiciones africanas del municipio. Llevó a diferentes países su propagación de la cultura afro gran cultor y escritor.(Fallecido en 2006) dejando sus ideas a sus hijos Juan Pablo y Juan Luis Martínez.
También la parroquia Heras lleva ese nombre por un capitán, el cual fue enviado por Urdaneta a defender esas tierras de los españoles.[cita requerida]
El Municipio Sucre queda muy cerca del Estado Trujillo en donde se llevaron a cabo muchas batallas de la guerra de independencia.[cita requerida] Actualmente hay una lucha estudiantil por la conformación de una universidad pública para el municipio, ya que esta colaboraría con el desarrollo del mismo. [cita requerida] Otro de sus personajes fue también Silvestre Manzanillo,[cita requerida] quien se desempeñó como Mayordomo del Vasallo de San Benito durante gran parte de su vida, siendo sucedido por Olimpíades Pulgar.
Olimpia López Cultora popular, nació en Gibraltar el 8 de abril de 1908, subrayada por su incansable lucha por la defensa del patrimonio y el legado histórico de su nativo Gibraltar, y por la manifestación cultural de la Gaita de Tambora;[cita requerida] fue líder de las invasiones a las tierras de la Compañía Anónima Central Venezuela, ubicada a orillas de la vía que conduce al pueblo de Gibraltar, y luchó por la entrega de las mismas las cuales no fueron entregadas estando ella en vida. Olimpia López murió en Maracaibo, el 12 de febrero del año 2004.[cita requerida]

## Política y gobierno

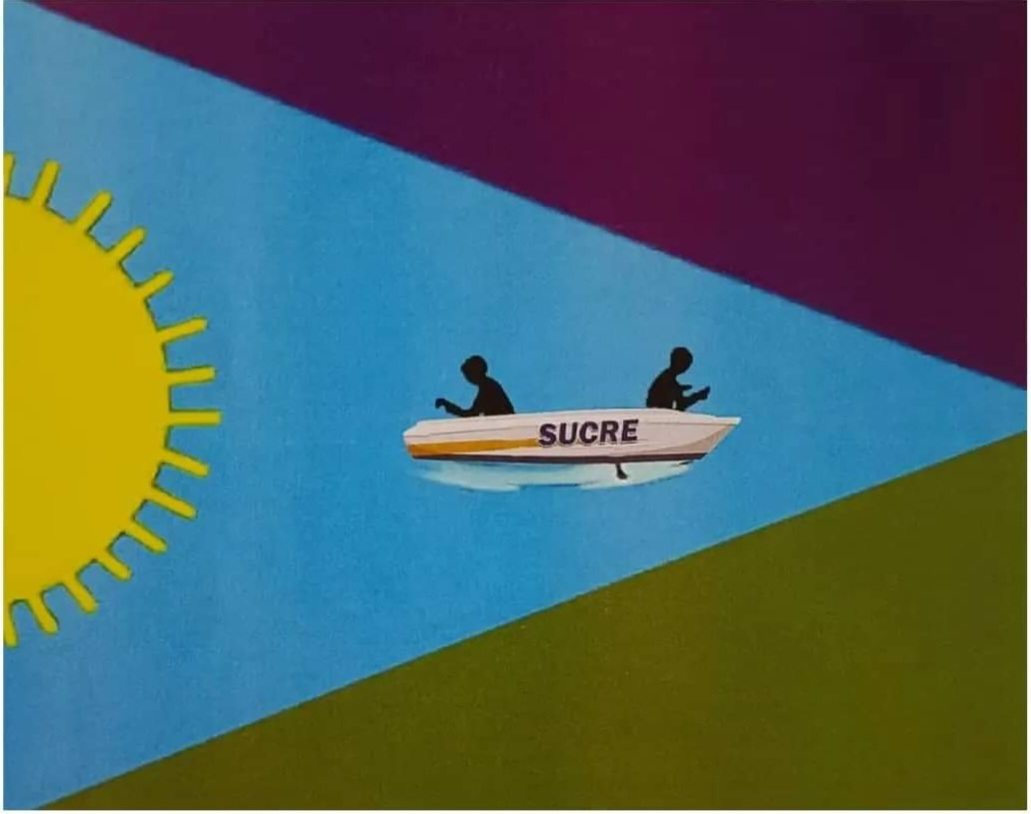
Bandera de este municipio (2024).

### Alcaldes
| Período     | Alcalde           | Partido político / Alianza            | % de votos | Notas |
| ----------- | ----------------- | ------------------------------------- | ---------- | --- |
| 1989 - 1992 | Omar Osorio López | Movimiento Electoral del Pueblo Copei | 48,34      | Primer alcalde bajo elecciones directas (Electo con el apoyo de COPEI)                                                                                |
| 1992 - 1995 | Orlando Cubillan  | AD                                    | 37,16      | Segundo alcalde bajo elecciones directas |
| 1995 - 2000 | Gonzalo Trujillo  | ORA                                   | -          | Tercer alcalde bajo elecciones directas (se realizaron elecciones generales adelantadas en el 2000 debido a la aprobación de la Constitución de 1999) |
| 2000 - 2004 | Gonzalo Trujillo  | Un Nuevo Tiempo                       | 37,72      | Reelecto |
| 2004 - 2008 | Humberto Franka   | MVR                                   | 38,08      | Cuarto alcalde bajo elecciones directas |
| 2008 - 2013 | Jorge Barboza     | Un Nuevo Tiempo                       | 51,48      | Quinto alcalde bajo elecciones directas (se postergan 1 año las elecciones municipales pautadas para finales del 2012)                                |
| 2013 - 2017 | Humberto Franka   | PSUV                                  | 46,61      | Séxto alcalde bajo elecciones directas |
| 2017 - 2021 | Yonys González    | Un Nuevo Tiempo                       | 48,92      | Séptimo alcalde bajo elecciones directas |
| 2021 - 2025 | Yonys González    | Un Nuevo Tiempo MUD                   | 41,29      | Reelecto |

### Concejo municipal

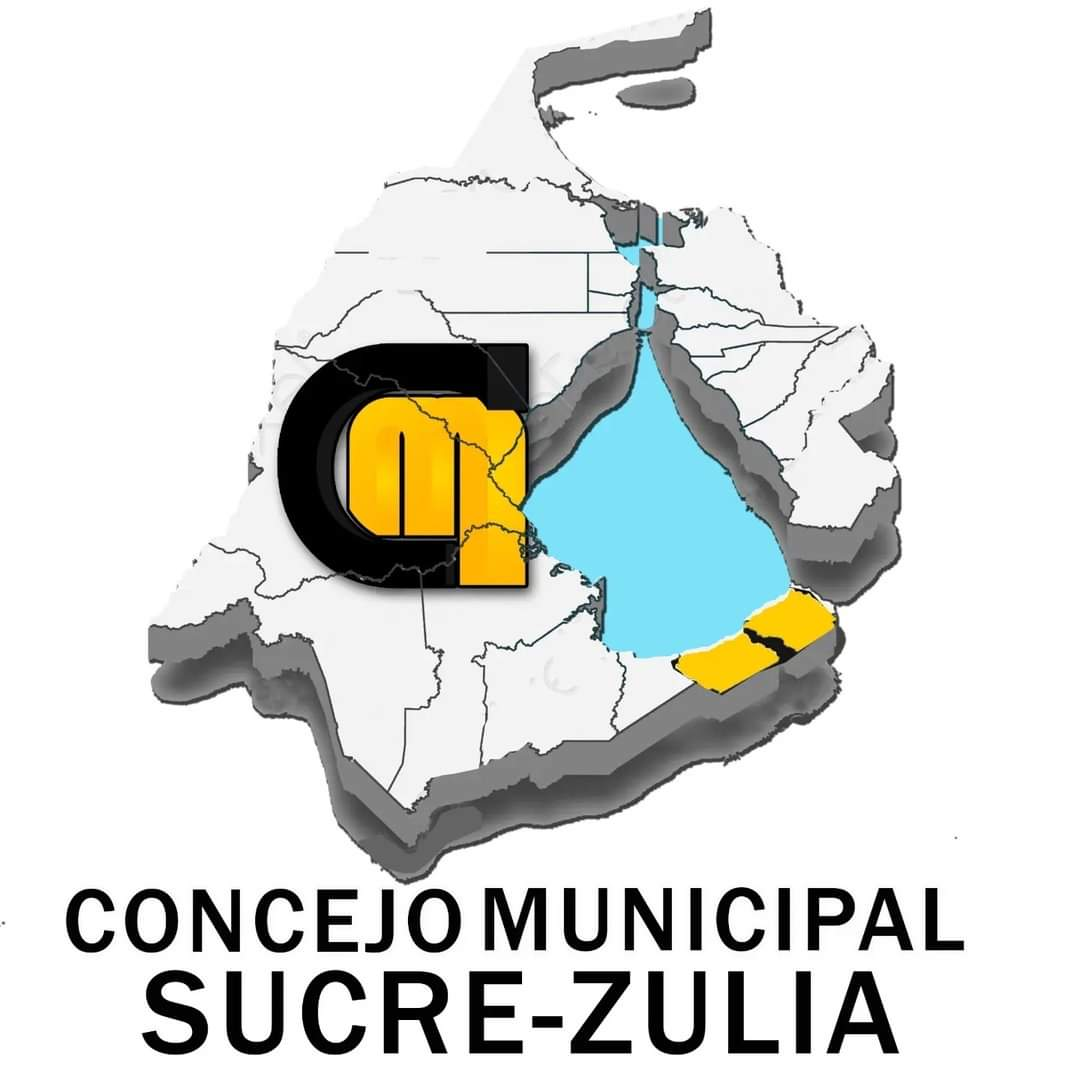
Logo del Concejo Municipal (2021-2025).

Periodo 2021 - 2025
| Concejales:      | Partido político / Alianza |
| ---------------- | -------------------------- |
| Alemana Valbuena | MUD                        |
| Noreyda Pirela   | MUD                        |
| Fredy Durán      | MUD                        |
| Luis Morales     | MUD                        |
| Kaly Chourio     | PSUV                       |
| Jorge Leal       | PCV                        |
| Chamila Montiel  | (Representación indígena)  |